# Аба (Алтайский край)
Аба — село в Чарышском районе Алтайского края. До 4 марта 2022 года входило в состав сельского поселения Сентелекский сельсовет.

## История
Основано в 1873 г. В 1928 году состояло из 141 хозяйства, основное население — русские. В административном отношении являлось центром Абавского сельсовета Бащелакского района Бийского округа Сибирского края.

## Население
| 1926 | 1997 | 1998 | 1999 | 2000 | 2001 |
| ---- | ---- | ---- | ---- | ---- | ---- |
| 760  | ↘122 | ↗128 | ↗130 | ↗132 | ↗139 |
| 2002 | 2003 | 2004 | 2005 | 2006 | 2007 |
| ↘130 | ↗131 | ↘128 | ↗135 | ↘121 | ↘103 |
| 2008 | 2009 | 2010 | 2011 | 2012 | 2013 |
| ↘95  | ↗100 | ↘96  | ↘95  | ↘81  | ↘79  |

Национальный состав
Согласно результатам переписи 2002 года, в национальной структуре населения русские составляли 100 %.